# Ruta Provincial 17 (Buenos Aires)
La Ruta Provincial 17 es una avenida parcialmente pavimentada de 13 km de extensión ubicada en el oeste del Gran Buenos Aires dentro de la provincia de Buenos Aires, en Argentina.

## Características y recorrido
Comienza en Ruta Provincial 1001 en la esquina Baradero/Eva Perón en el partido de Morón. Como una avenida urbana, con zona comercial, hasta la intersección con la Ruta Nacional 3 en la que continúa como una calle angosta transitada. El camino tiene sentido noroeste y termina en el Río Matanza. Al cruzar la Ruta Provincial 21  atraviesa el costado asentamiento marginal llamado Villa La Palangana o Juan Domingo Peron [cita requerida]y del lado izquierdo se encuentra una sucursal del Hipermercado Waltmart.

## Localidades
- Partido de La Matanza: Laferrere, límite entre Isidro Casanova y Laferrere, límite entre Isidro Casanova y Rafael Castillo, límite entre Rafael Castillo y Morón (Buenos Aires).

## Nomenclatura municipal
Debido a que gran parte de esta carretera discurre por zonas urbanas, los diferentes municipios dieron nombres a esta ruta:
- Partido de La Matanza:Carlos Casares/Almirante Cordero/Ramón Freire
- Partido de Morón: Baradero